# Fräkensjön, Lappland
Fräkensjön är en sjö i Vilhelmina kommun i Lappland och ingår i Ångermanälvens huvudavrinningsområde. Sjön har en area på 0,149 kvadratkilometer och ligger 354,5 meter över havet.

## Delavrinningsområde
Fräkensjön ingår i det delavrinningsområde (716904-155022) som SMHI kallar för Mynnar i Vojmåns vattendragsyta. Medelhöjden är 389 meter över havet och ytan är 29,54 kvadratkilometer. Det finns inga avrinningsområden uppströms utan avrinningsområdet är högsta punkten. Siksjöbäcken som avvattnar avrinningsområdet har biflödesordning 3, vilket innebär att vattnet flödar genom totalt 3 vattendrag innan det når havet efter 291 kilometer. Avrinningsområdet består mestadels av skog (72 procent) och sankmarker (11 procent). Avrinningsområdet har 2,46 kvadratkilometer vattenytor vilket ger det en sjöprocent på 8,3 procent.